# Stour Provost
Stour Provost è un villaggio e parrocchia civile dell'Inghilterra, appartenente alla contea del Dorset.